# Ajakos gurámi
Az ajakos gurámi (Trichogaster labiosa) a sugarasúszójú halak (Actinopterygii) osztályának sügéralakúak (Perciformes) rendjébe, ezen belül a gurámifélék (Osphronemidae) családjába tartozó faj.

## Előfordulása
Mianmar és India északi területein lévő pangó, félsós vizeinek lakója.

## Megjelenése
Testmérete 9 centiméter. Hasonlít a csíkos gurámihoz (Trichogaster fasciata), de több keskeny csíkja van. A kifejlett példányok csíkjainak közepén van egy sötét folt, ami azt a benyomást kelti, mintha a hal oldalán egy sötét vonal futna végig. A száj felső állású és jól fejlett, innen ered a faj köznapi neve.
Nyugodt és békés természetű. A hímek ferdén kéken és barnán csíkozottak, íváskor csokoládébarnára változnak. A hátúszójuk hátul csúcsban végződnek, a tenyésztett állatoknál akár a farokúszón is túlnyúlhat. A farok alatti úszó hátrafelé kerekített. Időnként feltűnik narancssárga tenyészváltozata a kereskedelemben.

## Szaporodása
Szaporítása egyszerű. Habfészket épít, a hím neveli az utódokat, melyek mikroeleséggel problémamentesen felnevelhetők. Akár 600 ikrát is rakhat.

## Tartása
Társas akváriumba alkalmas hal.